# Lingua Latina. Łacina bez pomocy Orbiliusza
Lingua Latina. Łacina bez pomocy Orbiliusza – podręcznik języka łacińskiego dla samouków napisany przez Lidię Winniczuk, wydany po raz pierwszy w r. 1975. Książce towarzyszyły nagrania dźwiękowe, na jej podstawie nagrano eksperymentalny cykl audycji radiowych prowadzonych przez samą autorkę. Podręcznik został uznany za nowatorski i przyjęty przychylnie.

## Tytuł
Tytuł książki nawiązuje do występującego w pismach Horacego starożytnego pedagoga Orbiliusza, który w procesie pedagogicznym często uciekał się do kar cielesnych, i zwany był przez uczniów Orbilius plagosus.

## Metoda
Celem podręcznika było przygotowanie ucznia do tłumaczenia tekstów klasycznych. Autorka samodzielnie opracowała pionierską metodę. Układ jest całkowicie nowy, niezależny od żadnych wzorców, po prostu dlatego, że ich nie ma – pisała we wstępie do pierwszego wydania. W przeciwieństwie do tradycyjnych kursów, autorka rozpoczyna każdą nową partię materiału nie od tekstu, a od komentarza gramatycznego i preparacji, a dopiero później ćwiczy nowe umiejętności w tłumaczeniu tekstu.

## Podręcznik
Podręcznik składa się z trzech części. Pierwsza obejmuje materiał gramatyczny, któremu towarzyszą preparowane teksty, ale także żarty, piosenki, sentencje, paremie i przysłowia. Ta część jest ilustrowana dowcipnymi rysunkami Mirosława Pokory. Druga część zawiera teksty autorów starożytnych, uproszczone do możliwości leksykalnych i gramatycznych ucznia, a także bardziej zaawansowany materiał gramatyczny. Obie części uzupełnione są wykładem dotyczącym kultury antycznej. Trzecia część zawiera tłumaczenia tekstów i klucz do zadań i ćwiczeń. W rozdziale Varia autorka zamieszcza kilka tekstów nowołacińskich, w tym o statkach kosmicznych.